# Kolkerheide
Kolkerheide (dänisch Kolkhede, auch Kolkærhede, jütländisch: Kåldtjer'hie, nordfriesisch Kolkerhii) ist eine Gemeinde im Kreis Nordfriesland in Schleswig-Holstein.

## Geografie

### Geografische Lage
Das Gebiet der Gemeinde Kolkerheide erstreckt sich im Westen des Naturraums Schleswiger Vorgeest (Haupteinheit der Nr. 697) nördlich vom Flusslauf der Ostenau im Bereich der historisch als Schleswigsche Geest bezeichneten Region.

### Ortsteile
Rantzauen-Hof, Buchwalden-Hof, Raben-Hof, Rumohrs-Hof und Osten-Hof liegen im Gemeindegebiet. Der Buchwalds-, Raben- und Rantzauhof gehören zu der im 18. Jh. im Rahmen der Geestkolonisation gegründeten Kolonie Christianshöhe (Christianshøj).

### Nachbargemeinden
An Kolkerheide grenzen folgende direkt anliegende Gemeindegebiete:
|           | Joldelund                                   |            |
| Joldelund | Kompassrose, die auf Nachbargemeinden zeigt | Löwenstedt |
| Drelsdorf | Norstedt                                    |            |

## Geschichte
Der Ortsname wurde erstmals 1499 dokumentiert und bedeutet Heide von Koldkær. Wie die dänisch-mundartliche Form zeigt, liegt als Bestimmungswort ein Flurname (Koldkjær oder Koldkær) in der Bedeutung kalter Bruch, kaltes Kratt zu dän. kold und kær (für Feucht- oder Sumpfgebiet) vor. Möglich ist auch eine Deutung zu altnordisch kol für Kohle. Eventuell wurde hier Kohle gewonnen.
Der Ort ist traditionell Teil des Kirchspiels Joldelund (Joldelund Sogn) in der Nordergoesharde. Bis zum Deutsch-Dänischen Krieg 1864 war der Ort als Lehen des Königreichs Dänemark Teil des Herzogtums Schleswig.
Am 1. April 1934 wurde die Kirchspielslandgemeinde Joldelund aufgelöst. Alle ihre Dorfschaften, Dorfgemeinden und Bauerschaften wurden zu selbständigen Gemeinden/Landgemeinden, so auch Kolkerheide.

## Politik

### Gemeindevertretung
Nachdem die Gemeinde die Einwohnerzahl von 70 überschritten hat, wurde am 14. Mai 2023 erstmals wieder eine Gemeindevertreterwahl abgehalten. Bei dieser errangen die Kandidaten der Wählergemeinschaft Kolkerheide (WGK) alle sieben Sitze. Die Wahlbeteiligung lag bei 39,7 Prozent.

### Bürgermeister
Für die Wahlperiode 2023–2028 wurde Steffi Thordsen zur Bürgermeisterin gewählt.

### Wappen
Blasonierung: „Von Grün und Gold mit fünf kleinen Gegenspickel schräglinks geteilt. Oben ein goldener Bienenkorb, unten ein schwarzer Rinderkopf.“

## Wirtschaft und Infrastruktur

### Allgemeines
Das Gemeindegebiet ist überwiegend landwirtschaftlich geprägt. Jedoch sterben viele Betriebe aufgrund der wirtschaftlichen Situation langsam aus. Bei den meisten Höfen wird die neue Generation den Familienbetrieb nicht übernehmen.

### Verkehr
Kolkerheide liegt abseits vom Bundesfernstraßennetz in einer stark ländlich ausgeprägten Umgebung. Der Anschluss des Dorfes erfolgt überwiegend mittels Auto über die durch den Ort führende Landesstraße L 281 zwischen Haselund und Goldebek. In Haselund befindet sich der Übergang zur Bundesstraße 200. Daneben gibt es alternativ auch eine Querverbindung zur weiter südlich verlaufenden L 28 zwischen Bredstedt (Übergang zur Bundesstraße 5) und Viöl (B 200).
Im ÖPNV ist Kolkerheide über die Regionalbuslinie R125 an Flensburg und Bredstedt mit dem dort verkehrenden Bahnverkehr auf den Strecken Flensburg–Neumünster und der Marschbahn angebunden. Darüber hinaus ist die Gemeinde in das Rufbusgebiet Joldelund eingebunden.